# Mehmet Türkmehmet
Mehmet Türkmehmet (* 18. Oktober 1980 in Kirkuk) ist ein türkischer ehemaliger Fußballspieler.

## Karriere
Türkmehmet kam 1980 als Sohn von Irak-Turkmenen im irakischen Kirkuk auf die Welt. Nach dem Ausbrechen des zweiten Golfkrieges flüchtete er mit seiner Familie in die benachbarte Türkei. Das Fußballspielen erlernte er auf der Straße und bzw. in der Schulmannschaft. 1996 fing er in der Jugend von MKE Ankaragücü mit dem Vereinsfußball an. 1999 erhielt er hier einen Profivertrag, spielte aber weiterhin ein Jahr ausschließlich für die Jugend- bzw. Reservemannschaft. In der Saison 2000/01 wurde er an Keskinspor ausgeliehen. Zur Saison 2001 wurde er vom damaligen Cheftrainer Ersun Yanal als Profi aufgenommen und behutsam an die Mannschaft herangeführt. Bis zum Saisonende erreichte er mit seiner Mannschaft den vierten Tabellenplatz und spielte selbst in 16 Erstligabegegnungen mit. 
Für Ankaragücü war er bis zum Sommer 2004 und wechselte dann zum Ligakonkurrenten Denizlispor. Die nachfolgenden Spielzeiten spielte er immer in ein-halbjährigen Perioden bei diversen Erst- bzw. Zweitligavereinen. Dabei wurde er mit Bursaspor in der Spielzeit 2005/06 zum Meister der TFF 1. Lig und stieg in die Süper Lig auf. 2008/09 wurde er mit Diyarbakırspor Vizemeister der TFF 1. Lig und stieg in die Süper Lig auf.
Im Frühjahr 2011 wechselte er zum Drittligisten Şanlıurfaspor. Mit dieser Mannschaft schloss er die Saison 2011/12 als Meister der TFF 2. Lig ab und stieg in die TFF 1. Lig auf.
Zur Spielzeit 2012/13 wechselte zum Zweitligisten Karşıyaka SK. Bereits zur Winterpause verließ er diesen Verein und heuerte beim Drittligisten Yeni Malatyaspor an. Im Sommer 2018 wechselte er ein letztes Mal; bis Dezember spielte er für Keçiörengücü.

## Erfolge
- Bursaspor:
  - Meister der TFF 1. Lig (1): 2005/06
  - Aufstieg in die Süper Lig (1): 2005/06

- Diyarbakırspor:
  - Vizemeister der TFF 1. Lig (1): 2008/09
  - Aufstieg in die Süper Lig (1): 2008/09

- Şanlıurfaspor:
  - Meister der TFF 2. Lig (1): 2011/12
  - Aufstieg in die TFF 1. Lig (1): 2011/12